# Arcadia Olenska-Petryshyn
Arcadia Olenska-Petryshyn   (Roznoshyntsi, 19 de juny de 1934 - North Brunswick, 6 de maig de 1996) va ser una artista, pintora, escriptora i crítica d'art ucraïnesa.

## Biografia
Arcàdia Olenska va néixer el 19 de juny de 1934 a Roznoshentsi, Ucraïna. La seva família va abandonar Ucraïna en 1944 per instal·lar-se en Augsburg, Alemanya. Encara que anys més tard, en 1949, emigrarien a Nova York, on s'instal·larien definitivament.
Olenska va assistir a l'Institut Washington Irving de Nova York i més tard estudiaria a la universitat de Hunter College en la qual va cursar els seus estudis de màster en 1963. En 1956, es va casar amb Volodymyr (Walter) Petryshyn, un professor de matemàtiques a la Universitat Rutgers. Olenska- Petryshyn va ser una important contribuent en la vida cultural de la comunitat ucraïnesa a Nova York. Va ser una important participant en el Grup de Nova York, una jove generació d'escriptors i artistes ucraïnesos que es va formar a mitjan anys 50. Així mateix, Olenska va ajudar en la creació de l'Associació de joves artistes Ucraïnesos. Durant anys va ser l'editora d'art en Suchasnist, una revista que esdevenia qüestions literàries i culturals.

## Obres i repercussió artística
La vida professional i intel·lectual de l'artista es va mantenir durant tota la seva vida en l'ambient cultural de Nova York. En la seva obra, Olenska- Petryshyn rares vegades va tractar temes relacionats amb la cultura ucraïnesa. Així, en els seus assajos va tractar temes que conformaven el seu art, temes que van des del significat de la forma i la naturalesa no objectiva de l'art al paper que exerceix l'espectador en la seva visió d'aquest. Al mateix temps, Olenska va escriure extensament sobre l'art Ucraïnès. En els seus assajos conforma un ampli assortiment de temes que van des de l'art no objectiu o art subjectiu (moviment artístic del s.XX) de Kazimir Malèvitx, les innovacions culturals d'Alexander Archipenko o fins i tot ressenyes sobre artistes ucraïnesos de la diàspora.
Arcàdia Olenska-Petryshyn va tenir una activa carrera en l'esfera artística internacional, tant a Nova York com en altres llocs. Va exposar en infinitat de llocs i la seva obra va obtenir gran èxit entre la crítica, a més de formar part d'importants col·leccions públiques i privades.

## Últims anys i mort
Els seus últims anys van estar centrats a Ucraïna. Es va involucrar activament en la vida artística i cultural del país, exposant i donant xerrades a diversos centres culturals. Aquesta època que va començar sent un període de promeses renovades i entusiasme, tràgicament va acabar amb un brusc final el 6 de maig de 1996, quan Arcàdia Olenska-Petryshyn va ser assassinada pel seu marit després d'una forta discussió.